# Petite Cendrillon
Pour plus de détails, voir Fiche technique et Distribution.
Petite Cendrillon (Sunshine and Gold) est une comédie dramatique américaine réalisée et interprétée par Henry King, sortie en 1917.

## Synopsis
Alors qu'elle cherche le calme en dehors de la maison où est donnée une fête en l'honneur de ses cinq ans, Little Mary est enlevée par des gitans. Lorsqu'elle entend leur chef discuter à son propos d'une demande de rançon, Mary s'échappe dans les bois en profitant de la nuit. Au matin, elle découvre une vieille cabane où elle rencontre James Andrews, un vieil homme qui, des années auparavant, s'est caché avec son argent dans cette partie inhabitée de la forêt après une dispute avec son fils. Le lendemain, lorsque le chauffeur, dont la négligence est à l'origine de la disparition de la petite, les retrouve, James Andrews se rend compte que Mary est la fille de son fils et décide de l'accompagner chez elle. Ensemble, ils retournent vers la maison des Andrews, où toute la famille est enfin réunie.

## Fiche technique
- Titre original : Sunshine and Gold
- Titre français : Petite Cendrillon
- Réalisation : Henry King
- Scénario : Henry King
- Photographie : Joseph Brotherton
- Production : E.D. Horkheimer, H.M. Horkheimer
- Société de production : Balboa Amusement Company
- Société de distribution : Pathé Exchange
- Pays de production :  États-Unis
- Langue : anglais
- Format : Noir et blanc - 35 mm - 1,37:1 - Muet
- Genre : Comédie dramatique
- Durée : 5 bobines
- Dates de sortie :
  - États-Unis : 29 avril 1917
  - France : 21 décembre 1917

## Distribution
- Marie Osborne : Little Mary
- Henry King : le chauffeur
- Daniel Gilfether : James Andrews
- Neil Hardin : Dr Andrews, le père de Mary